# Onfone
Onfone ApS var et dansk teleselskab, der blev etableret i 2006. Selskabet anvendte oprindeligt Telenors mobilnet, men i forbindelse med TDCs overtagelse i 2011 blev kunderne overflyttet til TDCs net. 
Onfone blev i december 2013 afviklet og aktiviteterne lagt ind under YouSee og blev dermed til YouSee Mobil. 
Alle Erhvervskunder hos Onfone blev overflyttet via nummerportering til Fullrate Erhverv. 